# York County, Maine
York County är ett administrativt område i delstaten Maine, USA. York är ett av sexton countyn i staten och ligger i den södra delen av staten. Countyt är även Maines sydligaste county. År 2010 hade York County 197 131 invånare. Den administrativa huvudorten (county seat) är Alfred. 

## Geografi
Enligt United States Census Bureau så har countyt en total area på 3 292 km². 2 567 km² av den arean är land och 725 km² är vatten. 

### Angränsande countyn
- Oxford County, Maine - nord
- Cumberland County, Maine - nordöst
- Rockingham County, New Hampshire - sydväst
- Strafford County, New Hampshire - väst
- Carroll County, New Hampshire - nordväst